# الصرم (السدة)

تعديل مصدري - تعديل

الصرم محلة تابعة لقرية بيت الاشول، التابعة لعزلة العرافة بمديرية السدة إحدى مديريات محافظة إب في الجمهورية اليمنية.، بلغ تعداد سكانها 289 حسب تعداد اليمن لعام 2004.